# Kyrning
Kyrning (eller Kjørning) är namnet på fyra danska uradliga ätter från Jylland och Halland, vilka förde sex olika vapen och samtliga på svärdssidan var utslocknade senast 1568.

## Kyrning [I]
Kyrning med en örn i vapnet är känd 1298 genom Niels Kyrning och hans Kirstine och var de först kända med namnet Kyrning.
Vapen: en örn med utvikta vingar på en sköld med okänd tinktur.

## Kyrning [II]
Kyrning med tre sjöblad i vapnet var en dansk uradelsätt från Halland känd från 1272 genom Nils Knudsen ’Hallandsfar’. Han dömdes 1287 fredlös för delaktighet i dråpet på konung Erik Klipping och flydde därefter till Norge. År 1295 fick han lov att återvända till Danmark, men dömdes 1305 ånyo skyldig till nämnda dråp. Han var nära knuten till ätten Porse och tog sitt vapen med tre sjöblad från dem, men härstammade säkerligen inte från ätten Kyrning. Finn Gaunaa har antagit att Knud Nielsen i Halland var fader till Niels Knudsen och Peder Porse (död efter 1287).
Vapen: tre fallande sjöblad på en sköld med okänd tinktur.
Två medlemmar av ätten är kända från 1348 vilka förde ett vapen med ekblad.
Vapen: en kluven sköld med dexter i grönt och sinister i silver, med tre eklöv i motsatta tinkturer.
Ätten utslocknade efter 1503 med Ingegerd Pedersdatter (känd 1430–1503) fru till Färlöv i Färlövs socken, gift före 1459 med Ture Tureson Bielke av Åkerö.

## Kyrning [III]
Dansk uradel känd från 1348 i Skåne.
Vapen: tre blå fallande sjöblad på en sköld i guld.
I Sankt Petri kyrka (Klosterkyrkan) i Ystad finns en sköld uppsatt med ättens vapen.
Jan Raneke separerade ätten Kyrning [II] i ytterligare en gren som han kallade Bussjö-ätten, eftersom den hade sin sätesgård i Bussjö i Bromma socken, norr om Ystad. Ättemedlemmar har även kallats Madsen och en medlem Bang.
Vapen: tre röda fallande sjöblad på en sköld i silver.
Ätten utslocknade på svärdssidan med Anders Madsen Bang (känd 1460–1524) herreman tillLövestad i Skåne och gift med Sophie Ditlevsdatter Daa (död efter 1519).

## Kyrning (Myre)
Kyrning (Myre) var en eller två ätter först känd genom Peder Kyrning och hans son Jens Pedersen till Dømmestrup, skriven 1488 till Våxtorps socken i Halland.
Vapen: en kluven sköld, dexter i silver, sinister i blått, belagd med en i motsatta färger kluven stjärna.
En vapensköld finns återgiven med tinktur i Alslev Kyrka på Falster. Ätten hade ett herresäte på Kærgård i Nørre Omme socken på Jylland.
Gjord Poulsen Kyrning (Myre), til Møllerup (efter 1558) är den sist kände medlemmen på svärdssidan.

### Oriktig släkthärledning
Den svenska ätten Stiernhielm, som är en adlig gren av den senmedeltida lågfrälsesläkten Stjärna, Kopparbergsätten, har i äldre genealogisk litteratur, exempelvis Elgenstiernas ättartavlor över den svenska introducerade adeln, velat se ett släktsamband med den danska släkten Kyrning (Myre). Påståendet om härstamning från Kyrning grundar sig dock enbart på viss likhet i vapenföringen, en vanlig missuppfattning om släktskap på grund av vapenlikhet, och en uppgift hos 1500-talsgenealogen Rasmus Ludvigsson att Stjärnasläktens stamfar Olof Nilsson ska ha inkommit från Danmark. Något belägg för ett släktsamband mellan ätten Kyrning och ätten Stiernhielms medeltida förfäder finns emellertid inte, vilket exempelvis framgår av senare årgångar av Sveriges Ridderskap och Adels kalender, utgiven av Sveriges Riddarhus, och i släktöversikten på Riddarhusets webbplats.